# Judo tại Đại hội Thể thao Đông Nam Á 2013
Judo tại Đại hội Thể thao Đông Nam Á năm 2013 tổ chức trong bốn ngày, từ 18 đến 21 tháng 12 năm 2013, tại Zayyarthiri Indoor Stadium, thủ đô Naypyidaw, Myanmar.  Chương trình thi đấu bao gồm 18 nội dung thi đấu đối kháng cá nhân nam và nữ, cùng với các bài quyền Kata dành cho cặp đôi nam và cặp đôi nữ. Mỗi quốc gia được phép đăng ký tối đa 12 vận động viên đối kháng (6 nam, 6 nữ) và tham gia không giới hạn ở nội dung Kata.

## Tóm tắt kết quả

### Kata
| Nội dung         | Vàng                                                        | Bạc                                              | Đồng                                   |
| ---------------- | ----------------------------------------------------------- | ------------------------------------------------ | -------------------------------------- |
| Nage No Kata nam | Thái Lan · Pongthep Tumronluk · Sangob Sasipongpan          | Việt Nam · Nguyễn Ngọc Sơn · Nguyễn Thành Tài    | Myanmar · Chit Min Min Ko · Phyo Ko Ko |
| Ju-No Kata nữ    | Thái Lan · Chuthathip Bampenboon · Pitima Thaweerattanasinp | Việt Nam · Nguyễn Hoàng Cẩm Hà · Lê Ngọc Vân Anh | Myanmar · Khin Khin Su · Yin Thu Aye   |

### Nam
| Hạng cân | Vàng                          | Bạc                             | Đồng                                    |
| -------- | ----------------------------- | ------------------------------- | --------------------------------------- |
| 55 kg    | Huỳnh Nhất Thống · Việt Nam   | Kap Cin Pau · Myanmar           | Muhamad Jafaannuar Jamaludin · Malaysia |
| 55 kg    | Huỳnh Nhất Thống · Việt Nam   | Kap Cin Pau · Myanmar           | Soukphaxyay Sithisane · Lào             |
| 60 kg    | Hồ Ngân Giang · Việt Nam      | Hein Latt Zaw · Myanmar         | Sahachai Chatchawan · Thái Lan          |
| 60 kg    | Hồ Ngân Giang · Việt Nam      | Hein Latt Zaw · Myanmar         | Bryn Quillotes · Philippines            |
| 66 kg    | Amornthep Namwiset · Thái Lan | Nguyễn Đình Lộc · Việt Nam      | Mochammad Syaiful Raharjo · Indonesia   |
| 66 kg    | Amornthep Namwiset · Thái Lan | Nguyễn Đình Lộc · Việt Nam      | Soukthalong Sikhot · Lào                |
| 73 kg    | Gilbert Ramirez · Philippines | Iksan Apriyadi · Indonesia      | Banpot Lertthaisong · Thái Lan          |
| 73 kg    | Gilbert Ramirez · Philippines | Iksan Apriyadi · Indonesia      | Zaw Naing · Myanmar                     |
| 81 kg    | Nopachai Kocharat · Thái Lan  | Gary Chow Weng Luen · Singapore | Tô Hải Long · Việt Nam                  |
| 81 kg    | Nopachai Kocharat · Thái Lan  | Gary Chow Weng Luen · Singapore | Putu Wiradamungga Adesta · Indonesia    |
| 90 kg    | Zin Linn Aung · Myanmar       | Horas Manurung · Indonesia      | Angelo Gabriel Gumila · Philippines     |
| 90 kg    | Zin Linn Aung · Myanmar       | Horas Manurung · Indonesia      | Gabriel Yang Yi · Singapore             |
| 100 kg   | Yan Naing Soe · Myanmar       | Đặng Hào · Việt Nam             | Adwin Sumantri · Indonesia              |
| 100 kg   | Yan Naing Soe · Myanmar       | Đặng Hào · Việt Nam             | Timothy Loh · Singapore                 |
| +100 kg  | Han Boon Ho · Singapore       | Saknarin Kaewpakdee · Thái Lan  | Muhammad Ruzaini Abdul Razak · Malaysia |

### Nữ
| Hạng cân | Vàng                          | Bạc                             | Đồng                                        |
| -------- | ----------------------------- | ------------------------------- | ------------------------------------------- |
| 45 kg    | Sel Wee · Myanmar             | Nancy Lucero · Philippines      | Tri Kusumawardani Susanti · Indonesia       |
| 45 kg    | Sel Wee · Myanmar             | Nancy Lucero · Philippines      | Orn Areeya Konngoen · Thái Lan              |
| 48 kg    | Văn Ngọc Tú · Việt Nam        | Helen Dawa · Philippines        | Dewinda Ariani Trisna · Indonesia           |
| 48 kg    | Văn Ngọc Tú · Việt Nam        | Helen Dawa · Philippines        | Phetnida Sy Amphoen · Lào                   |
| 52 kg    | Phonenaly Sayarath · Lào      | Nguyễn Thị Quỳnh · Việt Nam     | Noor Maizura Zainon · Malaysia              |
| 52 kg    | Phonenaly Sayarath · Lào      | Nguyễn Thị Quỳnh · Việt Nam     | Ismayasari · Indonesia                      |
| 57 kg    | Om Pongchaliew · Thái Lan     | Jenielou Mosqueda · Philippines | Hồ Thị Như Vân · Việt Nam                   |
| 57 kg    | Om Pongchaliew · Thái Lan     | Jenielou Mosqueda · Philippines | Ni Kadek Anny Pandini · Indonesia           |
| 63 kg    | Kiyomi Watanabe · Philippines | Bùi Thị Hòa · Việt Nam          | Nik Norbaizura Nik Azman · Malaysia         |
| 63 kg    | Kiyomi Watanabe · Philippines | Bùi Thị Hòa · Việt Nam          | Orapin Senatham · Thái Lan                  |
| 70 kg    | Surattana Thongsri · Thái Lan | Thandar Win · Myanmar           | Tiara Arta Garthia · Indonesia              |
| 78 kg    | Aye Aye Aung · Myanmar        | Nguyễn Thị Như Ý · Việt Nam     | Nor Izzatul Fazlia Mohamad Tahir · Malaysia |
| 78 kg    | Aye Aye Aung · Myanmar        | Nguyễn Thị Như Ý · Việt Nam     | Desi Yudiyanti · Indonesia                  |
| +78 kg   | Thonthan Satjadet · Thái Lan  | Khin Myo Thu · Myanmar          | Trần Thúy Duy · Việt Nam                    |
| +78 kg   | Thonthan Satjadet · Thái Lan  | Khin Myo Thu · Myanmar          | Noor Asnida Abd Razak · Malaysia            |

## Bảng huy chương
| Hạng               | Đoàn               | Vàng | Bạc | Đồng | Tổng số |
| ------------------ | ------------------ | ---- | --- | ---- | ------- |
| 1                  | Thái Lan           | 7    | 1   | 4    | 12      |
| 2                  | Myanmar            | 4    | 4   | 3    | 11      |
| 3                  | Việt Nam           | 3    | 7   | 3    | 13      |
| 4                  | Philippines        | 2    | 3   | 2    | 7       |
| 5                  | Singapore          | 1    | 1   | 2    | 4       |
| 6                  | Lào                | 1    | 0   | 3    | 4       |
| 7                  | Indonesia          | 0    | 2   | 9    | 11      |
| 8                  | Malaysia           | 0    | 0   | 6    | 6       |
| Tổng số (8 đơn vị) | Tổng số (8 đơn vị) | 18   | 18  | 32   | 68      |

## Tranh cãi
Một tranh cãi đáng chú ý đã nổ ra trong ngày thi đấu cuối cùng của môn judo tại Đại hội Thể thao Đông Nam Á năm 2013, khi đội tuyển Indonesia từ chối nhận một huy chương bạc và hai huy chương đồng như một hành động phản đối quyết định của tổ trọng tài trong trận chung kết hạng cân 90 kg nam giữa võ sĩ Horas Manurung (Indonesia) và Zin Linn Aung (Myanmar), diễn ra tại nhà thi đấu Zeyar Thiri ở Naypyidaw vào ngày 21 tháng 12 năm 2013. Theo phản ánh từ phía đội Indonesia, võ sĩ chủ nhà đã thực hiện một đòn khóa vai bị cho là phạm quy, nhưng trọng tài vẫn để trận đấu tiếp diễn, dẫn đến thất bại và chấn thương cho Manurung.
Huấn luyện viên trưởng đội judo Indonesia, ông Tsuneo Sengoku, cho biết động tác mà Zin Linn Aung thực hiện là đòn khóa vượt quá phạm vi cho phép theo luật judo quốc tế – vốn chỉ cho phép các kỹ thuật khóa tác động lên phần dưới của cánh tay và khuỷu tay, nhằm hạn chế nguy cơ chấn thương nghiêm trọng. Việc không dừng trận đấu trong tình huống đó bị phía Indonesia xem là thiếu công bằng, đặc biệt trong bối cảnh đối thủ là võ sĩ nước chủ nhà. Do đó, đội tuyển Indonesia quyết định không nhận các huy chương được trao như một hành động phản đối chính thức. Sự việc đã làm dấy lên những tranh luận về chất lượng công tác trọng tài cũng như tính khách quan tại một số nội dung thi đấu võ thuật của đại hội.